# Because of You (chanson de Kelly Clarkson)
Pour les articles homonymes, voir Because of You.
Singles de Kelly Clarkson
Behind These Hazel Eyes
(2005) Walk Away
(2006)
Because of You est une chanson interprétée par la chanteuse américaine Kelly Clarkson. Celle-ci est écrite par Clarkson, David Hodges et Ben Moody, et produite par ces deux derniers. Le titre est commercialisé en tant que quatrième single (troisième en Europe) du second album de Kelly, Breakaway. Clarkson a initialement écrit Because of You à l'âge de 16 ans lorsque ses parents se séparent. Elle voulait inclure la chanson sur son premier opus, Thankful, mais sa proposition n'a pas été retenue par son label ; Clarkson retravaille avec Moody et Hodges pour finalement convaincre son label d'inclure Because of You dans l'album Breakaway.
Bien accueillie par la critique qui complimente la performance vocale de Clarkson tout au long de la chanson, Because of You rencontre également un succès mondial. Aux États-Unis, le single se vend à plus d'un million d'exemplaires, et reçoit un disque de platine de la Recording Industry Association of America en 2006. À l'international, Because of You se place aux sommets des charts aux Pays-Bas, en Suisse et au Danemark, tout en atteignant un top 10 en Australie, en Autriche, au Canada, en Allemagne, en Belgique, en Hongrie, en Irlande, au Royaume-Uni, et aux États-Unis. Le single devient le seul titre de Clarkson à se classer en France, jusqu'à ce que son single Stronger (What Doesn't Kill You) s'y place également six années plus tard, en 2012. 
Le clip vidéo est produit par Vadim Perelman ; Clarkson a entièrement rédigé le scènario, afin de refléter la douleur qu'elle a vécue durant la séparation de ses parents. Le clip remporte le MTV Video Music Award de la meilleure vidéo féminine en 2006. Because of You est devenu un des classiques de l'artiste : celle-ci interprète la chanson lors de ses nombreuses tournées telles que My December Tour, All I Ever Wanted Tour, ou plus récemment Stronger Tour. 
En 2007, elle réinterprète ce titre sur l'opus Reba Duets de la chanteuse Reba McEntire.

## Développement et écriture
Because of You est coécrit par Kelly Clarkson, David Hodges et Ben Moody (ex-membre du groupe Evanescence. Il a coécrit deux chansons avec Kelly) et produit par David Hodges et Ben Moody. C'est une des chansons les plus personnelles de Kelly Clarkson car elle l'avait initialement écrite toute seule quand elle avait 16 ans pour l'aider dans la période difficile suivant le divorce de ses parents. Kelly Clarkson a déclaré qu'elle a enfin pu oublier cette peine grâce à sa foi en Dieu.
Quelques années plus tard, Kelly Clarkson présente Because of You à David Hodges et Ben Moody pour qu'ils puissent améliorer la chanson pour son album Breakaway. Elle leur dit qu'elle comprendra s'ils n'aiment pas la chanson et s'ils veulent écrire une toute nouvelle avec elle. Bien au contraire, Ben Moody et David Hodges sont impressionnés par la chanson et, avec Kelly Clarkson, ils la modifient jusqu'à sa forme finale.

## Clip vidéo
Comme elle l'a fait pour Behind These Hazel Eyes, Kelly Clarkson a écrit le script du clip elle-même ; il est produit par Vadim Perelman. Le clip est basé sur la vraie histoire de l'enfance troublée de la chanteuse. Le thème du clip vidéo a nécessité la permission de ses parents avant de pouvoir le créer. La petite Kelly Clarkson est jouée par une fillette de sept ans.
Le clip vidéo a été officiellement publié le 3 octobre 2005 aux États-Unis. Il a rapidement grimpé dans les hit-parades pour finalement atteindre la première place.

## Formats et liste des pistes
| - CD Single 1. Because of You (Album Version) - 3:39 2. Since U Been Gone - 3:21 3. Because of You (Jason Nevins Radio Edit) - 3:58 4. Because of You - 3:39 - Dance Vault Mixes 1. Because of You (Jason Nevins Radio) - 3:40 2. Because of You (Jason Nevins Club Mix) - 6:24 3. Because of You (Jason Nevins Club With Intro Breakdown) - 6:22 4. Because of You (Jason Nevins Dub) - 7:53 5. Because of You (Jason Nevins Club Instrumental) - 6:24 6. Because of You (Jason Nevins Radio Instrumental) - 3:58 7. Because of You (Jason Nevins Remix - Acoustic Version without Strings) - 3:51 8. Because of You (Jason Nevins Acoustic) - 3:50 9. Because of You (Jason Nevins Acapella) - 3:54 | - Remixes CD Single 1. Because of You (Bermudez & Griffin Radio Mix) - 4:04 2. Because of You (Bermudez & Griffin Club Mix) - 7:35 3. Because of You (Bermudez & Griffin Ultimix) - 5:23 4. Because of You (Bermudez & Griffin Tribe-a-Pella) - 5:24 5. Because of You (Bermudez & Griffin Club Mix Instrumental) - 7:35 6. Because of You (Bermudez & Griffin Ultimix Instrumental) - 5:23 7. Because of You (Bermudez & Griffin Bonus Beats) - 3:36 8. Because of You (Bermudez & Griffin Radio Mix Instrumental) - 4:01 9. Because of You - 3:40 |

## Crédits et personnels
Enregistrement
- Enregistré par Dan Certa des studios NRG Recording, North Hollywood, Californie

Personnel
| - Kelly Clarkson – Chanteur principal et background vocals - Ben Moody – réalisateur artistique, guitare - David Campbell – string arrangement - David Hodges – réalisateur artistique, piano, string arrangement - Marty O'Brien – Basse | - John Hanes – additional pro-tools engineer - Mark Colbert – batterie - Sergio Chavez – ingénieur assistant - Serban Ghenea – mixage - Tim Roberts – mixeur assistant |

- Crédits extrait de la pochette album de Breakaway 19 Recordings, BMG, RCA Records, S Records[4].

## Classement et certifications
| Classement (2005-2006)                  | Meilleure position |
| --------------------------------------- | ------------------ |
| Allemagne (Media Control AG)            | 4                  |
| Australie (ARIA)                        | 4                  |
| Autriche (Ö3 Austria Top 40)            | 3                  |
| Belgique (Flandre Ultratop 50 Singles)  | 5                  |
| Belgique (Wallonie Ultratop 50 Singles) | 6                  |
| Canada (Hot 100)                        | 2                  |
| Danemark (Tracklisten)                  | 1                  |
| États-Unis (Hot 100)                    | 7                  |
| États-Unis (Pop Airplay)                | 1                  |
| États-Unis (Dance Club Songs)           | 4                  |
| Europe (Hot 100)                        | 1                  |
| France (SNEP)                           | 3                  |
| Hongrie (Rádiós Top 40)                 | 2                  |
| Irlande (IRMA)                          | 5                  |
| Nouvelle-Zélande (RMNZ)                 | 9                  |
| Norvège (VG-lista)                      | 5                  |
| Pays-Bas (Single Top 100)               | 1                  |
| Tchéquie (IFPI Rádio)                   | 3                  |
| Royaume-Uni (UK Singles Chart)          | 7                  |
| Slovaquie (IFPI Rádio)                  | 5                  |
| Suède (Sverigetopplistan)               | 3                  |
| Suisse (Schweizer Hitparade)            | 1                  |

| Classement (2006)    | Position |
| -------------------- | -------- |
| Australie            | 58       |
| Autriche             | 19       |
| Belgique (Flandre)   | 48       |
| Belgique (Wallonie)  | 22       |
| Pays-Bas             | 55       |
| Allemagne            | 19       |
| Hongrie              | 11       |
| Suisse               | 8        |
| Royaume-Uni          | 83       |
| États-Unis (Hot 100) | 39       |

| Pays                  | Certification |
| --------------------- | ------------- |
| Australie (RIA)       | Or            |
| Canada (Music Canada) | Or            |
| Allemagne (BM)        | Or            |
| États-Unis (RIAA)     | Platine       |
| Danemark (IFPI)       | Or            |

## Historique de sortie
| Pays        | Date              | Format                 | Label           |
| ----------- | ----------------- | ---------------------- | --------------- |
| États-Unis  | 16 août 2005      | Diffusion radio        | RCA Records     |
| États-Unis  | 29 septembre 2005 | Digital download remix | RCA Records     |
| Royaume-Uni | 28 novembre 2005  | CD Single              | Sony BMG        |
| Europe      | 10 janvier 2006   | CD Single              | Sony BMG Europe |
| Danemark    | 24 février 2006   | CD Single              | Sony Music      |
| France      | 17 novembre 2005  | Téléchargement digital | RCA Records     |